# Wilburton (Oklahoma)
Wilburton és una ciutat dels Estats Units a l'estat d'Oklahoma. Segons el cens del 2000 tenia 2.972 habitants. Wilburton és la seu de comtat (capital) del Comtat de Latimer.

## Demografia
Segons el cens del 2000, Wilburton tenia 2.972 habitants, 1.004 habitatges, i 674 famílies. La densitat de població era de 385,1 habitants per km².
Dels 1.004 habitatges en un 34% hi vivien nens de menys de 18 anys, en un 48,4% hi vivien parelles casades, en un 14,5% dones solteres, i en un 32,8% no eren unitats familiars. En el 30,3% dels habitatges hi vivien persones soles el 15,4% de les quals corresponia a persones de 65 anys o més que vivien soles. El nombre mitjà de persones vivint en cada habitatge era de 2,49 i el nombre mitjà de persones que vivien en cada família era de 3,07.
Per edats la població es repartia de la següent manera: un 24,4% tenia menys de 18 anys, un 20,5% entre 18 i 24, un 23,4% entre 25 i 44, un 16,4% de 45 a 60 i un 15,4% 65 anys o més.
L'edat mediana era de 30 anys. Per cada 100 dones de 18 o més anys hi havia 80,7 homes.
La renda mediana per habitatge era de 20.878 $ i la renda mediana per família de 25.543 $. Els homes tenien una renda mediana de 22.917 $ mentre que les dones 18.684 $. La renda per capita de la població era de 9.503 $. Entorn del 20,5% de les famílies i el 24,9% de la població estaven per davall del llindar de pobresa.

## Poblacions més properes
El següent diagrama mostra les poblacions més properes.